# Dragpa Choyang
Gyaltsab Rinpoché
Dragpa Dundrub Norbu Zangpo
Dragpa Choyang tibétain : གྲགས་པ་མཆོག་དབྱངས, Wylie : grags pa mchog dbyangs (1618-1658) est le 5e Gyaltsab Rinpoché. 
Dragpa Choyang a été intronisé par Chökyi Wangchuk, le 6e Shamar Rinpoché. Il a passé la majorité de sa vie en méditation. Il était très proche du 5e Dalaï Lama, car ils étaient des amis spirituels fortement liés. Avant que le 10e Karmapa ne fuit le Tibet à la suite de l'invasion mongole, le 10e Karmapa, Choying Dorje, a remis  la régence du monastère de Tsurphu à Dragpa Choyang.